# Anthopleura africana
Anthopleura africana är en havsanemonart som först beskrevs av Oscar Henrik Carlgren 1900.  Anthopleura africana ingår i släktet Anthopleura och familjen Actiniidae. Inga underarter finns listade i Catalogue of Life.